# Actinotaenium cucurbita
Actinotaenium cucurbita  là một loài Song tinh tảo trong họ Desmidiaceae, thuộc chi Actinotaenium.